# ハリー・ウィラード
ハリー・ウィラード（Harry Willard、2003年11月18日 - ）は、ジャパンラグビーリーグワンのクボタスピアーズ船橋・東京ベイに所属するラグビーユニオン選手。

## 略歴
イギリス国籍を持つ。父はイングランド出身、母は日本人。6歳からラグビーを始めた。ウッドハウス・グローブ・スクール（高校）を経て、ダラム大学（イギリス、ダラム市）では法律を学んだ。
高校時代は、ヨークシャー州のU15、U16で主将を務めた。
2022年夏から、学業の合間を縫って来日し、ジャパンラグビーリーグワンのクボタスピアーズ船橋・東京ベイに練習生として参加。
2023年5月、19歳の時にU20日本代表として、ニュージーランド学生代表戦にロックで先発出場した。6月からのワールドラグビーU20チャンピオンシップ2023では、U20フランス代表、U20ウェールズ代表、U20アルゼンチン代表との対戦で、先発出場した。
2025年1月21日、ジャパンラグビーリーグワンのクボタスピアーズ船橋・東京ベイへの入団を発表した。